# Margareta Teodorescu
Margareta Teodorescu (Bucareste, 13 de abril de 1932 – Bucareste, 22 de janeiro de 2013) foi uma jogadora de xadrez da Romênia que recebeu o título FIDE e Grande Mestra em 1985.
Teodorescu venceu o campeonato de xadrez feminino da Romênia em 1959, 1968, 1969 e 1974. Defendeu a Romênia na Olimpíada de xadrez para mulheres em 1957, 1963 e 1974, conquistando a medalha de prata por equipes em Emmen 1957 e Medelin 1974.
Ela ficou em 15° no Torneio de Candidatos para mulheres de 1964.
Teodorescu morreu em 22 de janeiro de 2013 em Bucareste, aos 81 anos de vida.